# Geoffrey Kirui
Geoffrey Kipkorir Kirui (16 febbraio 1993) è un maratoneta e mezzofondista keniota, campione mondiale di maratona a Londra 2017.

## Palmarès
| Anno | Manifestazione     | Sede        | Evento         | Risultato | Prestazione | Note                                     |
| ---- | ------------------ | ----------- | -------------- | --------- | ----------- | ---------------------------------------- |
| 2011 | Africani juniores  | Gaborone    | 10000 m piani  | Oro       | 27'55"74    | Miglior prestazione personale            |
| 2012 | Mondiali juniores  | Barcellona  | 10000 m piani  | Bronzo    | 28'30"47    |                                          |
| 2013 | Mondiali di cross  | Bydgoszcz   | Corsa seniores | 15º       | 33'38"      |                                          |
| 2013 | Mondiali di cross  | Bydgoszcz   | A squadre      | Bronzo    | 54 p.       |                                          |
| 2015 | Giochi panafricani | Brazzaville | 10000 m piani  | 5º        | 28'09"65    |                                          |
| 2017 | Mondiali           | Londra      | Maratona       | Oro       | 2h08'27"    | Miglior prestazione personale stagionale |
| 2019 | Mondiali           | Doha        | Maratona       | 14º       | 2h13'54"    | Miglior prestazione personale stagionale |

## Campionati nazionali
2010
- 11º ai campionati kenioti, 10000 m piani - 28'02"3

2015
- 12º ai campionati kenioti, 10000 m piani - 28'24"3

## Altre competizioni internazionali
2012
- 17º al Nairobi International Crosscountry ( Nairobi) - 36'26"
- 5º al KCB/AK National Crosscountry Series ( Embu) - 36'38"
- Bronzo al Cross Internacional Juan Muguerza ( Elgoibar) - 33'04"

2013
- Bronzo al Campaccio ( San Giorgio su Legnano) - 28'42"

2014
- 12º alla Mezza maratona di Delhi ( Nuova Delhi) - 1h01'38"
- Argento alla Mezza maratona di Lille ( Lilla) - 1h00'51"

2015
- 6º alla Mezza maratona di Delhi ( Nuova Delhi) - 59'38"
- Argento alla Yangzhou Half Marathon ( Yangzhou) - 59'55"

2016
- Bronzo alla Maratona di Rotterdam ( Rotterdam) - 2h07'23"
- 7º alla Maratona di Amsterdam ( Amsterdam) - 2h06'27"

2017
- Oro alla Maratona di Boston ( Boston) - 2h09'37"
- 6º alla Mezza maratona di Delhi ( Nuova Delhi) - 1h00'04"

2018
- Argento alla Maratona di Boston ( Boston) - 2h18'23"
- 6º alla Maratona di Chicago ( Chicago) - 2h06'45"

2019
- 5º alla Maratona di Boston ( Boston) - 2h08'32"

2021
- 13º alla Maratona di Boston ( Boston) - 2h12'00"

2022
- 24º alla Maratona di Valencia ( Valencia) - 2h09'57"